# Hrabstwo Marengo

Piramida wieku hrabstwa

Marengo – hrabstwo w stanie Alabama w USA. Populacja liczy 21 027 mieszkańców (stan według spisu z 2010 roku). Stolicą hrabstwa jest Linden.
Powierzchnia hrabstwa to 2546 km² (w tym 15 km² stanowią wody). Gęstość zaludnienia wynosi 8,3 osób/km². 

## Miejscowości
- Demopolis
- Linden
- Dayton
- Faunsdale
- Myrtlewood
- Providence
- Sweet Water
- Thomaston

## CDP
- Nanafalia
- Putnam